# Émetteur très basse fréquence de Jim Creek

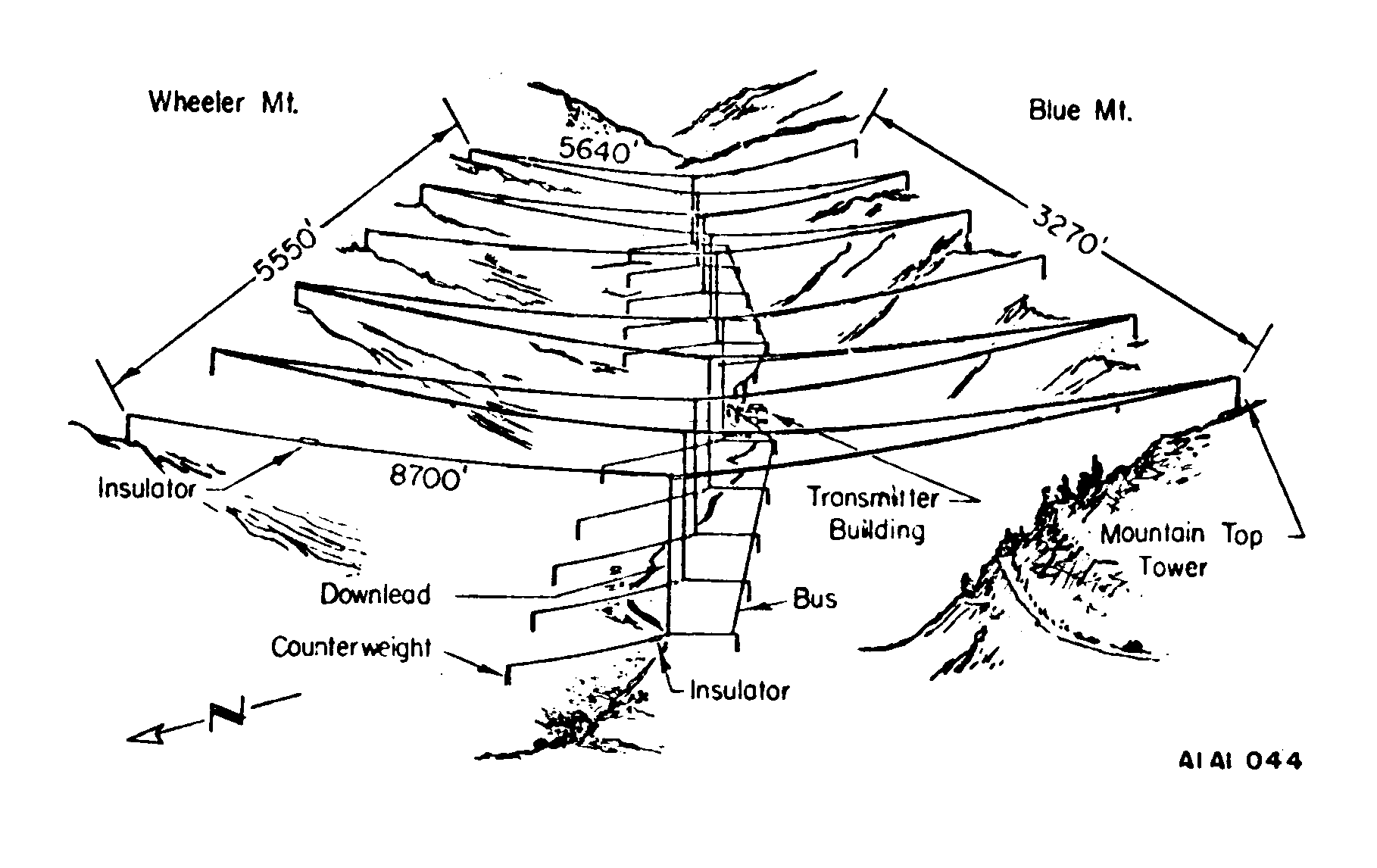
Schéma du réseau d'antennes de Jim Creek

La station de radio navale Jim Creek est un émetteur radio de très basse fréquence (VLF) de l'US Navy situé à Jim Creek, près d’Oso (Washington). La mission principale de ce site est de communiquer les ordres à sens unique aux sous-marins immergés de la flotte du Pacifique. Fondé en 1953, cet émetteur émet sur une fréquence de 24,8 kHz, avec une puissance de 1,2 mégawatt et un indicatif de NLK, il est l’un des émetteurs les plus puissants au monde. Situé près d'Arlington, dans l'État de Washington, au pied des Cascades, au nord de Seattle, le site compte 5 000 hectares de forêts.

## Antenne

Réparation de l'un des câbles d'antenne d'un kilomètre de long qui couvrent la vallée, qui est abaissé ici pour y accéder.

Une grande partie du site est consacrée à l'énorme réseau d'antennes à fil aérien nécessaire pour rayonner efficacement les ondes VLF. L'antenne, illustrée ci-contre, est constituée de dix câbles "caténaires" de 1719 à 2652 mètres de long suspendus à douze tours de 61 mètres au-dessus de la vallée, en zigzag, sur la vallée. Chaque câble reçoit de l'énergie d'un câble vertical attaché au centre, qui redescend au fond de la vallée où il est alimenté par l'une des deux lignes de transmission "bus" qui s'étendent le long de la vallée à partir du bâtiment émetteur situé au centre. 
Ce type d’antenne, appelé antenne "Valley-span" (portée de vallée), fonctionne comme une antenne monopolaire à charge capacitive supérieure et chargée au maximum. Les câbles verticaux sont les principaux éléments rayonnants et les câbles horizontaux servent à ajouter de la capacité au sommet de l'antenne afin d'augmenter la puissance rayonnée. L'antenne est divisée en deux sections de 5 éléments, chacun alimenté par sa propre ligne de transmission. Celles-ci fonctionnent normalement ensemble comme une seule antenne, mais peuvent fonctionner séparément de sorte qu'une section puisse être fermée pour maintenance sans interruption de la transmission. Le fond de la vallée situé sous l’antenne est recouvert d’un réseau de câbles suspendus à quelques pieds au-dessus du sol, qui fonctionnent comme un système terrestre de contrepoids.

## Zone de loisirs
Jim Creek comprend une zone de loisirs de plein air régionale pour le personnel en service actif, les réservistes, les retraités, les civils du DoD et les invités parrainés. C'est à l'extérieur d'Arlington, dans l'État de Washington, à environ une heure au nord de Seattle. Jim Creek offre une grande variété d'activités de loisirs, notamment la pêche à la truite, la navigation de plaisance et l'observation de la faune. Le ruisseau Jim est riche en poissons, en faune et en flore du nord-ouest. Un lodge de groupe est utilisé pour des retraites et des séminaires; des sites de camping et de pique-nique et d'autres commodités sont disponibles. La région comprend également des sentiers de randonnée / vélo et des points de vue panoramiques.
Les programmes comprennent l'éducation environnementale, les loisirs en plein air et la formation en leadership. Les projets de Navy Legacy comprennent la construction de sentiers et une écloserie de saumon construite en coopération avec la tribu des Indiens Stillaguamish afin de reconstituer le stock de frai du saumon.

## La gestion des ressources
En 1991, la Marine achète des droits sur 91 hectares de forêts primaires, de lacs, de ruisseaux et de terres humides associés, en utilisant un programme de gestion des ressources traditionnelles de 3 millions de dollars pour protéger la plus grande forêt d’épicéas et de cèdres de la région de Puget Sound creux. Les lacs de montagne naturels constituent un habitat pour la faune, notamment le castor, la loutre de rivière, la sauvagine et le pygargue à tête blanche. 
On estime que de nombreux arbres dans les 91 hectares ont entre 1500 et 1700 ans et mesurent plus de 79 mètres de hauteur et 3 mètres de diamètre. Le ruisseau Jim fournit un habitat au guillemot marbré et à d'autres espèces sensibles.